# Johann Georg Albrechtsberger

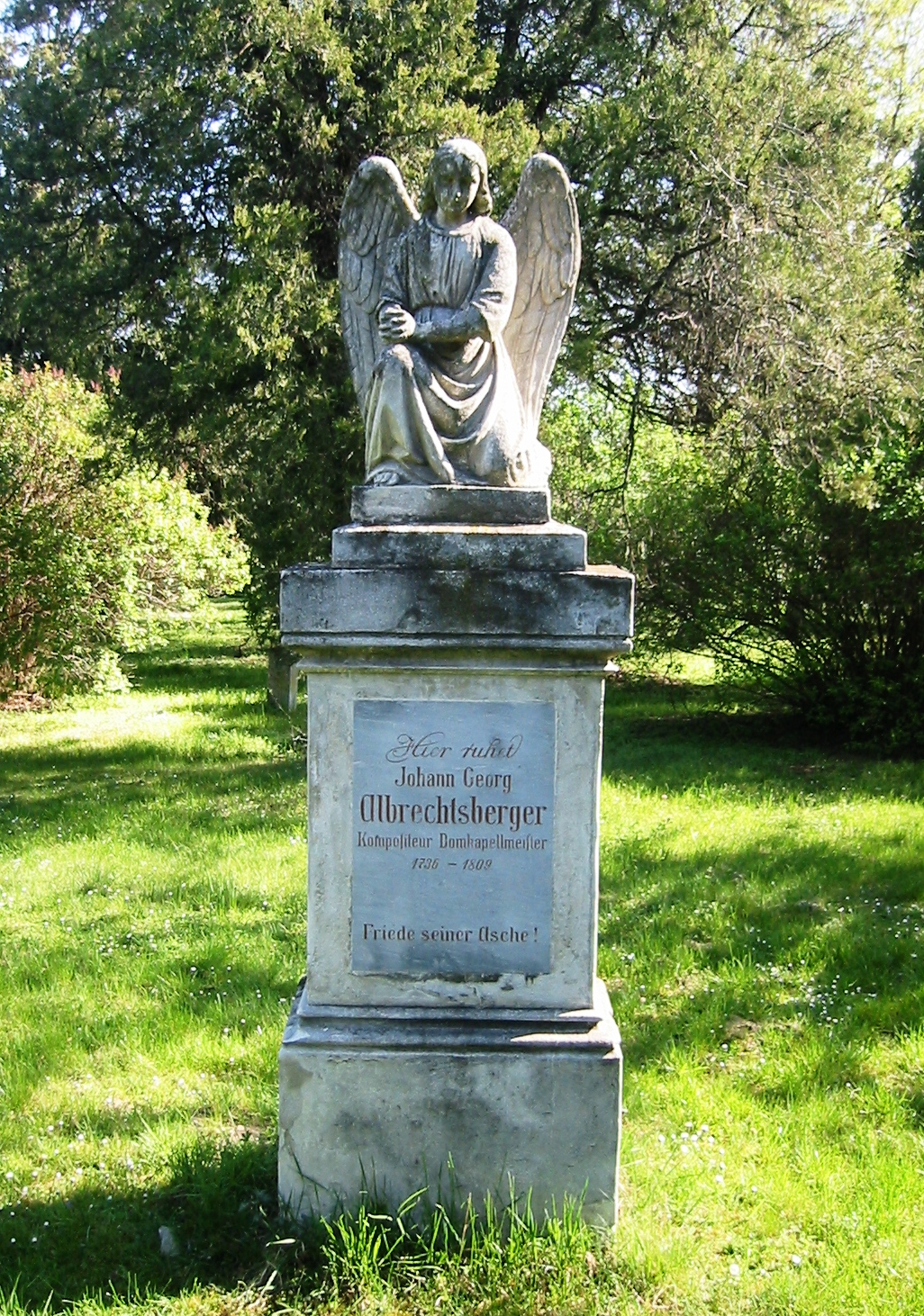
Náhrobek Johanna Georga Albrechtsbergera (Sankt Marxer Friedhof)

Johann Georg Albrechtsberger (3. února 1736, Klosterneuburg, Rakousko – 7. března 1809, Vídeň) byl rakouský varhaník, hudební skladatel a pedagog.

## Život
Narodil se v obci Klosterneuburg nedaleko Vídně, Jeho otec byl sedlák a kočí. Od sedmi let byl vokalistou v místním klášteře. Hudbu studoval nejprve na gymnáziu v benediktinském klášteře v Melku, pokračoval v jezuitském semináři ve Vídni a stal se jedním z nejvýznamnějších kontrapunktistů své doby. Albrechtsbergerovými spolužáky byli mimo jiné Michael Haydn a Franz Joseph Aumann.
Po dokončení studií byl od roku 1755 nejprve varhaníkem v Raabu (dnes maďarský Györ), poté v klášteře Maria Taferl a ve své mateřském klášteře v Melku. Od roku 1768 se živil jako varhaník a varhanář ve Vídni. Od roku 1770 působil jako varhaník v katedrále svatého Štěpána a jako sbormistr v karmelitánském kostele ve vídeňské čtvrti Döbling. V roce 1772 byl jmenován dvorním varhaníkem císaře Josefa II. a v roce 1793 se v katedrále sv Štěpána stal ředitelem kůru. Tuto funkci si podržel až do své smrti v roce 1809.
Jeho pověst vynikajícího hudebního teoretika přivedla do Vídně řadu studentů, z nichž se později stali znamenití hudebníci. Byli mezi nimi např. Johann Nepomuk Hummel, Ignaz Moscheles, Antonín Vranický, Ludwig van Beethoven, Antonín Rejcha a Franz Xaver Wolfgang Mozart. V roce 1798 jej Švédská hudební akademie ve Stockholmu jmenovala svým čestným členem.
Albrechtsberger byl ženatý s Rosalií Whitovou a měl s ní 15 dětí. Pouze šest však svého otce přežilo. Zemřel ve Vídni a je pohřben na hřbitově sv. Marxe, kde je pohřben i Wolfgang Amadeus Mozart.

## Dílo
Tiskem vyšly jeho preludia, fugy a sonáty pro klavír a pro varhany a další komorní díla, celkem 27 skladeb. Většina jeho prací, zejména větší díla instrumentální a vokální, zůstala v rukopise. Uvádí se, že zkomponoval 279 chrámových skladeb, 278 skladeb pro klávesové nástroje a dalších 193 instrumentálních skladeb. Velká část těchto rukopisů je uložena v knihovně Vídeňské společnosti přátel hudby (Vienna Gesellschaft der Musikfreunde).

### Teoretické práce
Z dnešního hlediska jasou patrně nejcennějšími jeho teoretické práce.
- Sämmtliche Schriften über Generalbaß, Harmonie-Lehre, und Tonsetzkunst, Wien 1826
- Kurze Regeln des reinsten Satzes, Wien, Tobias Haslinger; dostupné zde
- Gründliche Anweisung zur Composition, Leipzig: Johann Gottlob Immanuel Breitkopf, 1790; dostupné zde

### Výběr ze skladeb
Varhany a klavír
- 8 kleine Präludien für Orgel
- 5 Präludien für Orgel
- Fuge für Klavier op. 17, 5

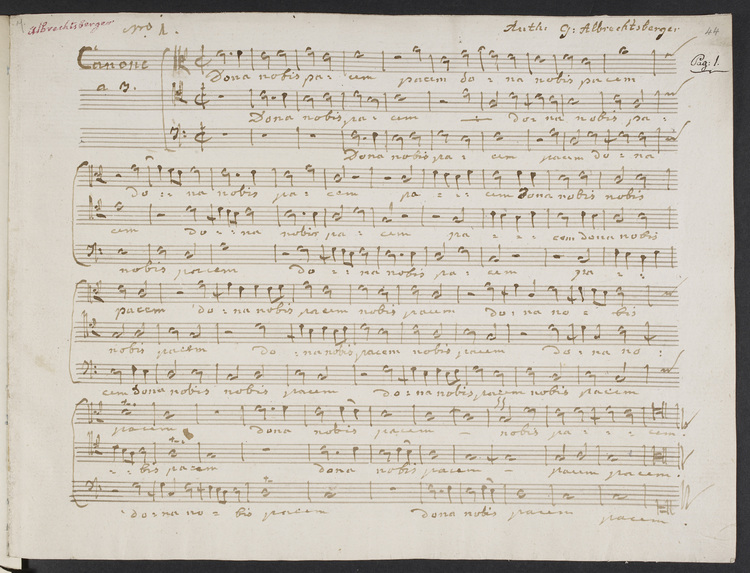
Rukopis partitury Canoni a piu voci

- Präludium und Fuge für Orgel zu vier Händen

Komorní skladby a instrumentální koncerty
- Vier Concertinos für Harfe und Orchester (1772)
- Harfenkonzert C-Dur (1773)
- Drei Konzerte für Maultrommel, Mandora und Streicher, um 1765
- Streichtrios op. 9, 13
- Quartette op. 16, 4
- Duo in C-Dur für Viola und Violoncello
- Partita in C per flauto, arpa e basso
- Divertimento in D-Dur für zwei Violen und Kontrabass
- Partita in D-Dur für Flöte, Viola damore und Kontrabass

Chrámové skladby
- Messe in Es-Dur
- Missa in D (1783)
- Ave regina coelorum
- Magnificat anima mea Dominum
- Tenebrae factae sunt